# 甲斐真里
甲斐 真里（かい しんり、1977年2月12日 - ）は、兵庫県出身の日本の俳優。株式会社ライトハウス所属。

## 来歴・人物
『FRIDAY SUPER COUNTDOWN 50』に出演時、「ケツメイシ、B'z、HOME MADE 家族が好きな音楽マニア」と発言していた。

## 出演

### テレビ
- 週末婚 （1999年、TBS）
- 月曜ゴールデン・麻生一平の事件簿 （TBS）
- 双子探偵 （1999年、NHK教育テレビ）

### ラジオ
- FRIDAY SUPER COUNTDOWN 50 （文化放送、2006年4月7日 - 2008年3月28日）
- おもしローカルいばラジオII （茨城放送、金曜担当パーソナリティ）
- World Chaser （水戸コミュニティ放送、パーソナリティ）
- サントピア ブリリアント アベニュー （水戸コミュニティ放送、パーソナリティ）

### 映画
- ホタル （2001年、東宝）